# Děkanec
Děkanec je přírodní památka u Krasejovky v okrese České Budějovice. Důvodem ochrany je slatinná louka s hojným výskytem vzácné květeny - hořec hořepník (Gentiana pneumonanthe), kosatec sibiřský (Iris sibirica), tučnice obecná (Pinguicula vulgaris), prstnatec májový (Dactylorhiza majalis).